# John Kerr (gouverneur général d'Australie)
Pour les articles homonymes, voir John Kerr.
Sir John Robert Kerr  (Sydney, 24 septembre 1914 – Sydney, 24 mars 1991) fut le treizième président de la Cour suprême de Nouvelle-Galles du Sud et le dix-huitième gouverneur général d'Australie. Bien qu'il ait été un membre du Parti travailliste et ait été choisi comme gouverneur général par le Premier ministre travailliste Gough Whitlam, il se rendit célèbre en limogeant le gouvernement de ce dernier le 11 novembre 1975, provoquant l'une des plus profondes crises politiques de l'histoire australienne.

## Biographie
Kerr est né à Balmain, Sydney, Nouvelle-Galles du Sud, le 24 septembre 1914. Il était l'aîné de trois enfants nés de Laura May (née Cardwell) et Harry Kerr; son frère cadet Dudley est né en 1917 et sa sœur cadette Elaine en 1926. Les parents et les grands-parents maternels de Kerr étaient nés en Australie, tandis que ses grands-parents paternels étaient originaires de Sunderland, en Angleterre. Ils arrivèrent à Sydney en 1886. Il était issu d'une chaîne de travailleurs au bord de l'eau: son père était chaudronnier, son grand-père, manutentionnaire et son grand -grandfather était un chantier naval. Au moment de la naissance de son fils, le père de Kerr était employé aux ateliers du chemin de fer Eveleigh. Il a été limogé trois mois plus tard, mais a rapidement trouvé du travail au chantier naval de Cockatoo Island, qui était à pleine capacité en raison de la guerre en cours. Il était impliqué dans le mouvement syndical et avait pris part à un certain nombre de grèves, y compris la grève générale de 1917, au cours desquelles il avait été sans solde pendant deux mois. Les travaux sur les quais sont devenus irréguliers après la fin de la guerre et il a finalement rejoint les chemins de fer en 1925.
Pendant les deux premières années de sa vie, Kerr et ses parents ont vécu avec ses grands-parents paternels dans un chalet situé à Balmain. Ils ont ensuite loué des cottages à Rozelle et à Dulwich Hill, ces derniers n’ayant acheté ces derniers qu’en 1949. Kerr a commencé ses études à la Birchgrove Public School. Il a remporté une bourse pour fréquenter la prestigieuse école secondaire Fort Street Boys, où il excellait sur le plan académique. Il a dominé l'école en anglais, histoire et chimie dans sa dernière année. Ses contemporains se souvenaient de lui comme très éloigné; l'un de ses rares amis proches était Francis James. En décidant de faire carrière dans le droit, Kerr a trouvé un modèle pour H. V. Evatt, un collègue de Fortian qui, en 1930, est devenu le plus jeune juge de la High Court; la même année, Evatt a achevé une thèse de doctorat sur la prérogative royale. Le père de Kerr connaissait Evatt grâce à son appartenance au parti travailliste (ce qu'il allait éventuellement diriger) et l'avait aidé dans sa campagne couronnée de succès pour le siège de Balmain en 1925. Evatt est devenu le premier d'une série de clients qui ont aidé Kerr à progresser sa carrière malgré un milieu relativement humble.
En tant que gouverneur général d'Australie, alors même que son titre n'était théoriquement que protocolaire, il renverse le Premier ministre de gauche Gough Whitlam et le remplace par le leader de la droite Malcolm Fraser, violant ainsi toutes les conventions de neutralité politique qu'il était tenu d'observer et déclenchant une grave crise constitutionnelle. La reine Élisabeth II lui maintient néanmoins sa confiance.
Devenu très impopulaire, il démissionne en 1977 et s'exile à Londres. Il n'obtiendra cependant pas le titre de vicomte auquel il aspirait.